# Krefeld
Krefeld (Limburgs: Krievel) (tot 1929 Crefeld) is een kreisfreie Stadt in de Duitse deelstaat Noordrijn-Westfalen. De stad telt 226.844 inwoners (31 december 2020) op een oppervlakte van 137,78 km². Op 31 december 2020 had 19,24% van de inwoners een niet-Duits staatsburgerschap (43.635 niet-Duitsers) en hadden 825 inwoners het Nederlandse staatsburgerschap.
Krefeld ligt aan de Rijn op de linkeroever ten noordwesten van Düsseldorf en zuidwestelijk van Duisburg.

## Geschiedenis
Krefeld stad bestaat uit drie delen: het classicistische Krefeld, het barokke Uerdingen en het middeleeuwse burchtstadje Linn. Dit is opgedeeld in nog drie dorpen: het kerkdorp Fischeln met de romaans-gotische kerk, Bockum met z'n villa's en landhuizen en het rustige Hüls, door de tijden heen samengegroeid, maar duidelijk van elkaar te onderscheiden.
In de 18e eeuw groeide Krefeld dankzij de textielindustrie. Talloze wevers werkten in deze plaats. Fluweel, zijde en brokaat waren internationaal zeer gevraagd. Keizers, koningen en kerkvorsten lieten zich verleiden door kostbare stoffen uit Krefeld. De wevers worden herinnerd door middel van de 'Meister Ponzelar', een standbeeld van een zijdewever met een rol lakenstof op z'n schouder. De wevers werkten in kleine wevershuizen die tegelijkertijd dienden als manufactuur en woonhuis. In Krefeld kan men nog enkele van deze wevershuizen bezichtigen.
Textiel blijft een belangrijk deel uitmaken van de stad. Ieder jaar in september worden modeshows met spectaculaire dansnummers georganiseerd, om ontwerpers en modescholen de kans te geven hun creaties aan de wereld voor te stellen. De animatie stopt niet bij de modeshow, en biedt 's avonds nog verscheidene activiteiten aan zoals bands en after-show-party's.
Elk jaar met Pinksteren wordt rondom Burg Linn en in de historische stadskern van Linn de middeleeuwse vlasmarkt gehouden, inmiddels de grootste ambachtsmarkt van Duitsland. Op gastronomisch vlak bieden de brouwerijrestaurants met vaak nog uit de 19e eeuw daterend interieur 'mosselen op z'n Rijnlands' of 'Sauerbraten' (gemarineerd gebraden vlees) aan, samen met Altbier vers uit de tap.

## Geografie

### Ruimtelijke positie
Krefeld ligt op de westelijke oever van de Rijn op de "Krefeld-Kempen plaat" in het midden van Nederrijn-vlakte. Het stadscentrum ligt ongeveer zeven kilometer van de Rijn. De gemeente Krefeld grenst over 6,2 kilometer aan de Rijn. De breedte van de rivier varieert hier van 320 tot 400 meter. De grootste uitbreiding van het stedelijk gebied bedraagt in noord-zuid richting 12 km en in westelijk-oostelijke richting, 13,1 km. Het stadscentrum ligt 39 meter boven zeespiegelniveau. De hoogste natuurlijke verhoging in het gehele stadsgebied, de Hülserberg, ligt 63 meter boven de zeespiegel. Het hoogste punt is de Inratherberg (87 m), een stortplaats die na de Tweede Wereldoorlog uit het puin van de bombardementen is ontstaan. Een andere heuvel, die door het publiek sinds 2004 bezocht kan worden, is de Kapuzinerberg (77 m), een voormalige stortplaats voor huisvuil.

### Geologie
De stad Krefeld is gelegen in de Nederrijnse Laagvlakte. De dicht aan de oppervlakte liggende lagen bestaan voornamelijk uit grind en zandlagen uit de IJstijd. De tot 30 meter dikke lagen werden hier door de Rijn afgezet. Zo'n 240.000 jaar geleden in het het Saalien-glaciaal ontstonden hier aan de randen van ijskap stuwwallen uit eindmorenen, die nu deel uitmaken van de Nederrijnse Heuvelrug vormen. De Hülserberg is hiervan een voorbeeld. Onder deze grind- en zandlagen bevinden zich zeezandafzettingen die teruggaan tot het tertiair (2,4 tot 65 miljoen jaar geleden). Zij strekken zich uit tot op een diepte van 250 meter. Hieronder liggen mariene afzettingen (voornamelijk bestaande uit zandsteen, slijksteen en kalksteen), die zelfs nog uit eerdere perioden uit de geologische tijdschaal stammen. In de noordelijke buitenwijken zijn op grotere diepte kooldragende lagen te vinden, die uit het Carboon stammen en die een verbinding hebben met de kolenvelden in België en in het Ruhrgebied.
Op de hogere gronden van Krefeld vindt men voornamelijk luvisols en cambisols. Dit is goede landbouwgrond. Het gebied gelegen in het westelijke stadsgedeelte Kempener Platte is afgedekt met een ongeveer 1 meter dikke laag löss. Dit is hier afgezet tijdens de laatste ijstijd. Dit resulteerde in vruchtbare kleigronden waar nu graan en suikerbietvelden zijn terug te vinden. Uit de oude rivierbeddingen van de Rijn heeft men in het verleden turf gewonnen, maar dit heeft vandaag de dag geen economische betekenis meer.
Aan het einde van de laatste ijstijd heeft de Rijn, ten oosten van het rivierterras ter hoogte van Dießem – Inrath – Hüls zandige tot lemige sedimentatie plaatsgevonden. Dit heeft een invloed op het grondwater tot de diepere gebieden van de kleibodem. Deze gebieden, zoals de Hülser en Latumer, worden gebruikt als grasland en bos. Op overstromingsgebieden heeft dit als gevolg dat dit zeer vruchtbare bodems zijn.

### Delen van Krefeld

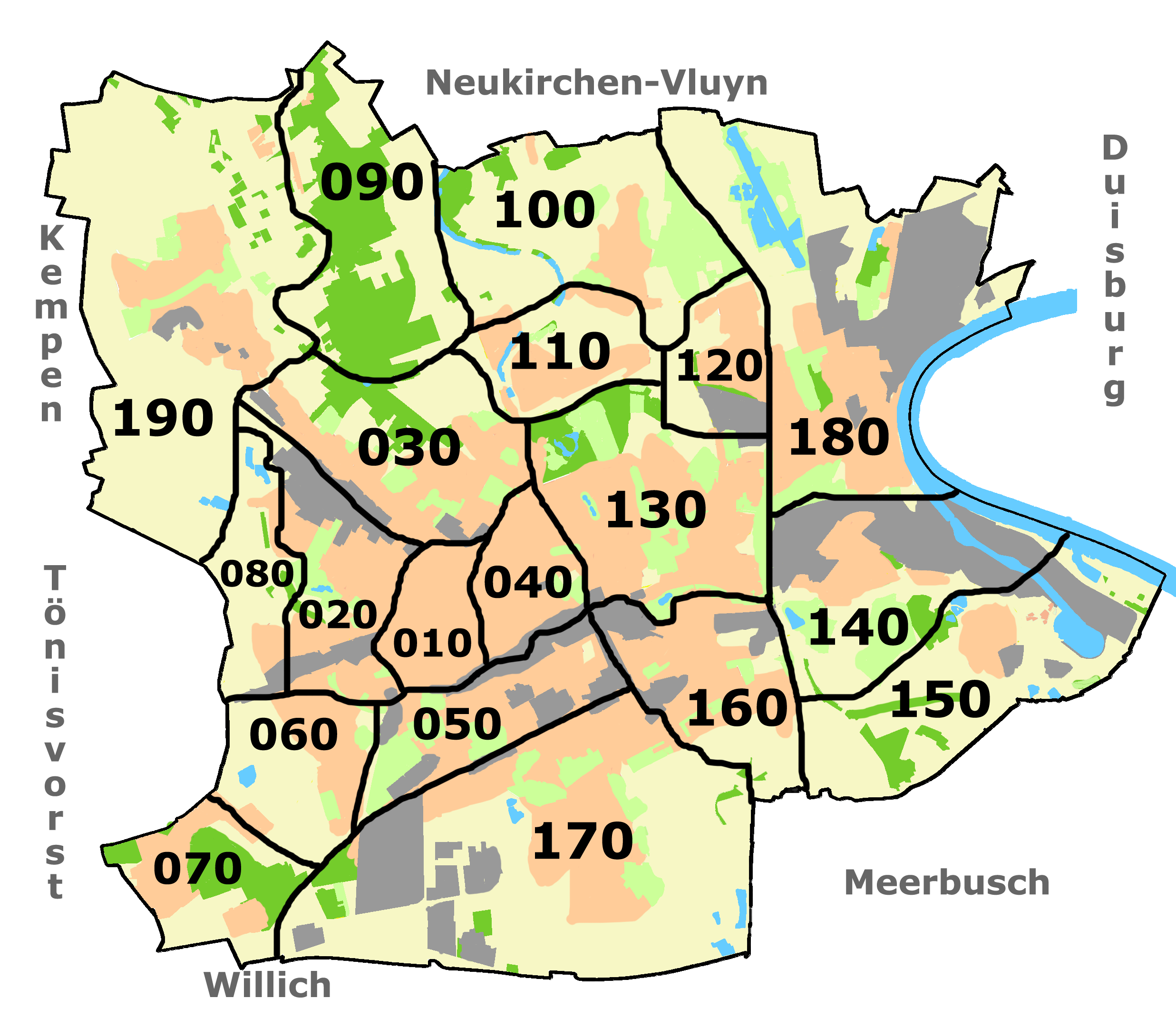
Stadsdelen van Krefeld met wijknummers

Lijst met Stadtteile van Krefeld met de officiële wijknummers
- 010 Stadtmitte (centrum)
- Benrad:
  - 060 Benrad-Süd
  - 080 Benrad-Nord
- 130 Bockum
- 040 Cracau
- 050 Dießem/Lehmheide
- 170 Fischeln met o.a.:
  - 171 Stahldorf
  - 172 Königshof
- 070 Forstwald

- 120 Gartenstadt met o.a.:
  - 122 Elfrath
- 150 Gellep-Stratum
- 190 Hüls
- 090 Hülser Berg
- 030 Inrath/Kliedbruch
- 020 Kempener Feld/Baackeshof
- 140 Linn
- 160 Oppum

- 100 Traar
- 180 Uerdingen met o.a. Hohenbudberg
- 110 Verberg

## Kunst, cultuur en religie

### Bezienswaardigheden

#### Gebedshuizen
Rooms-katholieke kerken:
- Onze-Lieve-Vrouwekerk
- Sint-Dionysiuskerk
- Sint-Jozefkerk
- Sint-Mattiaskerk

Doopsgezinde kerk:
- Mennonietenkerk

Synagoge:

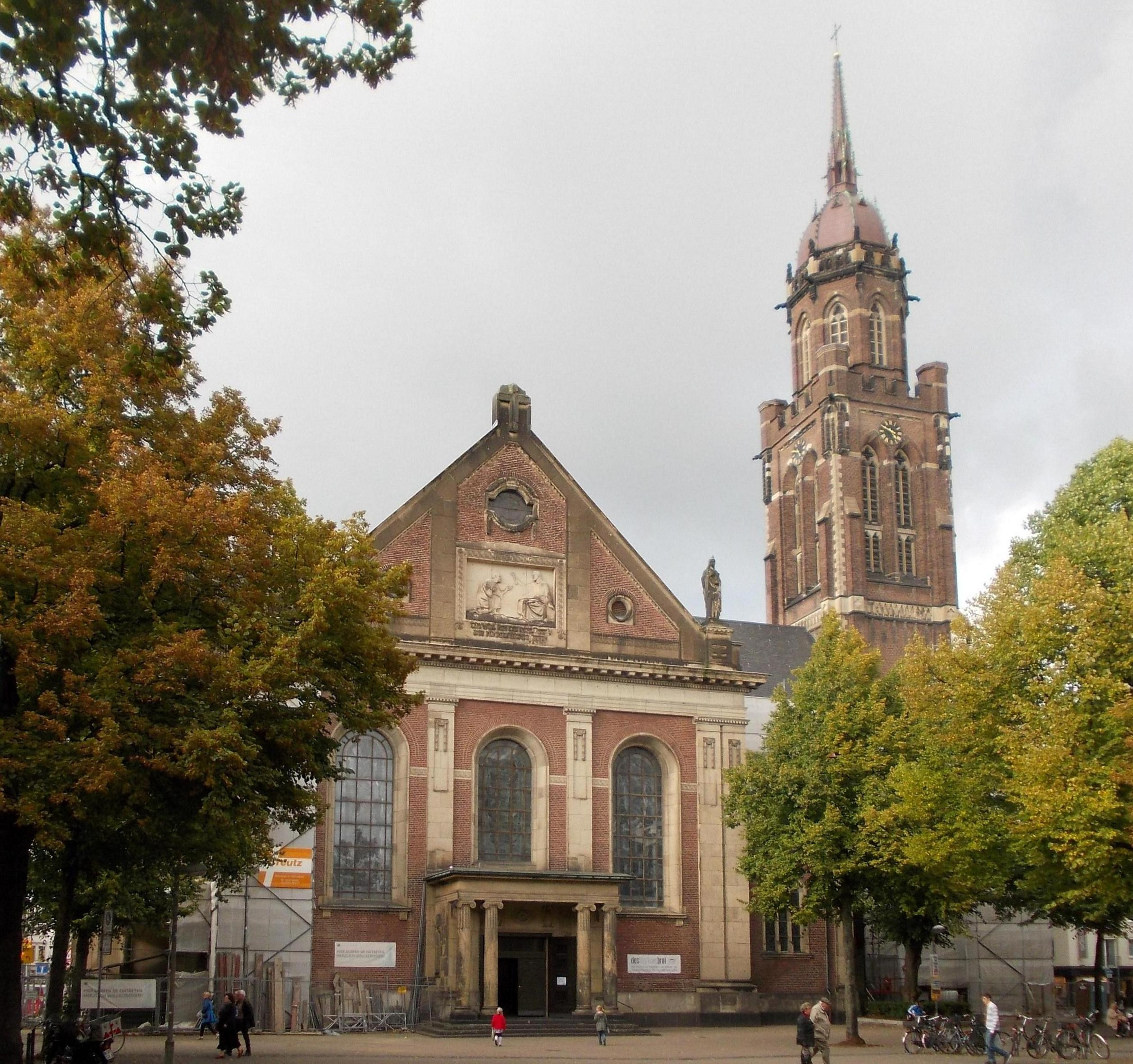
De Sint-Dionysiuskerk

- Sinds 14 september 2008 heeft Krefeld weer een synagoge. De Joodse populatie werd in 2010 op 1.200 mensen geschat.[5]

Moskeeën :
- Krefeld telde in januari 2016 9 erkende moskeeën.[6]

#### Musea
- Krefelder Kunstmusea, waartoe behoren:
  - Kaiser-Wilhelm-Museum
  - Museum Haus Esters
  - Museum Haus Lange
- Duits Textielmuseum

### Sport
Krefeld was in 1955 gastheer van het WK ijshockey. Krefeld is de bakermat van het ijshockey in Duitsland omdat de Duitse ijshockeybond er in 1963 werd opgericht. Krefeld Pinguine is de Krefeldse ijshockeyclub en komt uit op het hoogste Duitse niveau. De club speelt in de Yayla-Arena.
De belangrijkste voetbalclub van Krefeld komt uit stadsdeel Uerdingen. KFC Uerdingen (FC Bayer 05 Uerdingen) kwam meerdere seizoenen en voor het laatst in 1996 uit in de Bundesliga.

## Openbaar vervoer
- Krefeld Hauptbahnhof
- Station Krefeld-Oppum
- Station Krefeld-Uerdingen
- Stadtwerke Krefeld  (tram 041-044 en 20 buslijnen)
- Rheinbahn (U76 en U70))

## Stedenband
- Beeskow (Duitsland), sinds 1990
- Charlotte (Verenigde Staten), sinds 1986
- Duinkerke (Frankrijk), sinds 1974
- Kayseri (Turkije), sinds 2009
- Leicester (Verenigd Koninkrijk), sinds 1969
- Leiden (Nederland), sinds 1974
- Oeljanovsk (Rusland), sinds 1993
- Venlo (Nederland), sinds 1964

## Trivia
De Belgische winkelketen Krëfel ontleent zijn naam aan de stad. De stichter van Krëfel werkte lange tijd in Krefeld en wenste de naam van zijn bedrijf een Duits accent te geven, dat gelijkgesteld wordt met kwaliteit en duurzaamheid.

## Galerij

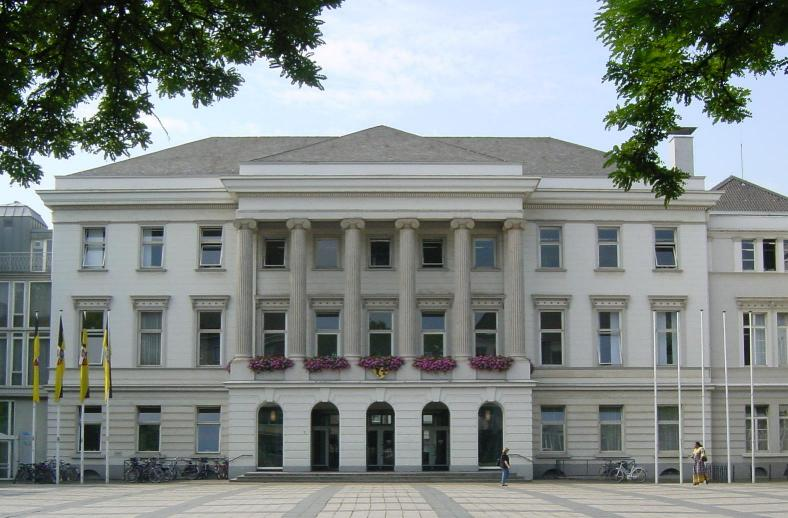
Het Rathaus van Krefeld
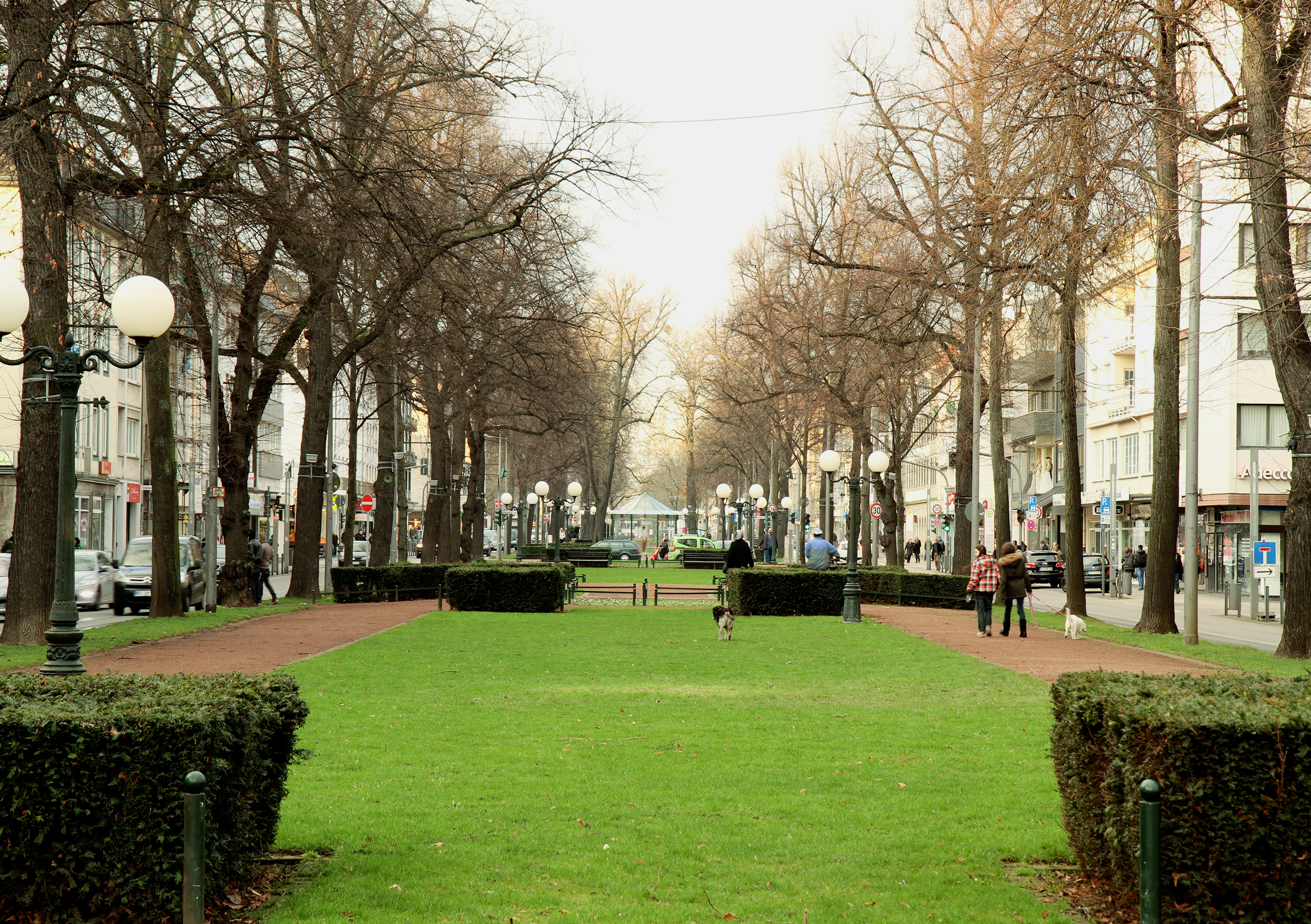
De Ostwall in het centrum van Krefeld
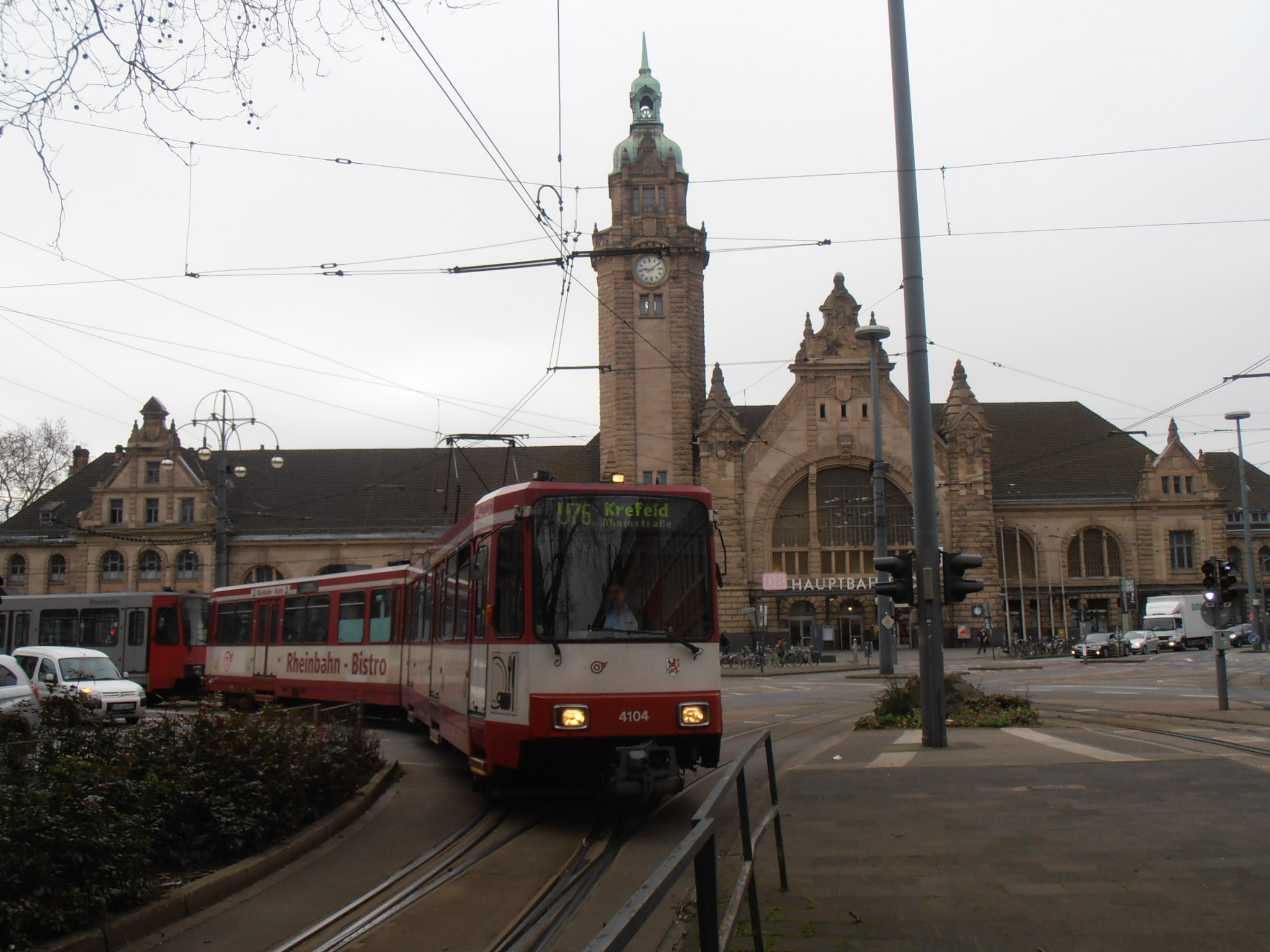
Hauptbahnhof met sneltram Düsseldorf - Krefeld
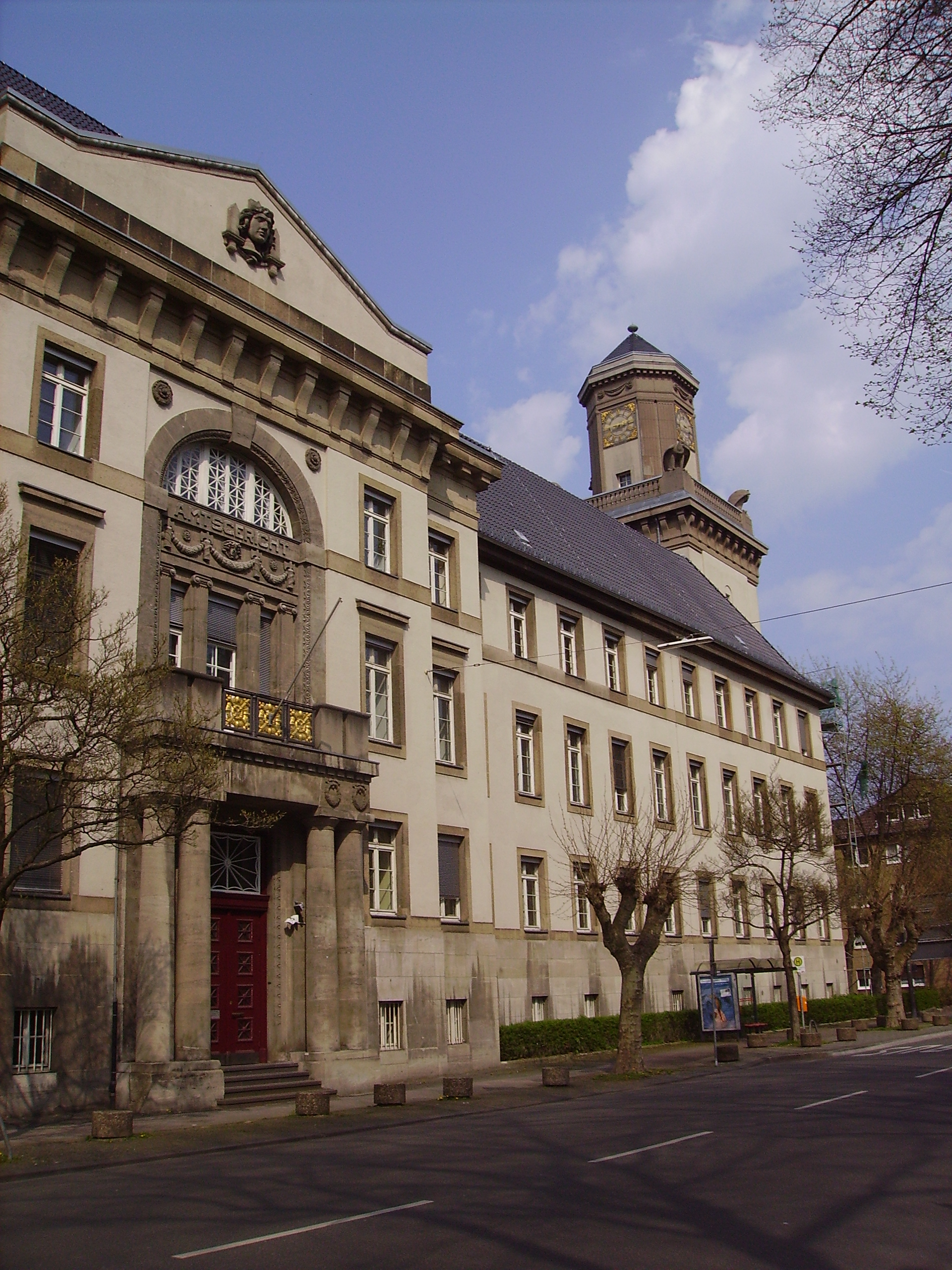
Gerechtsgebouw
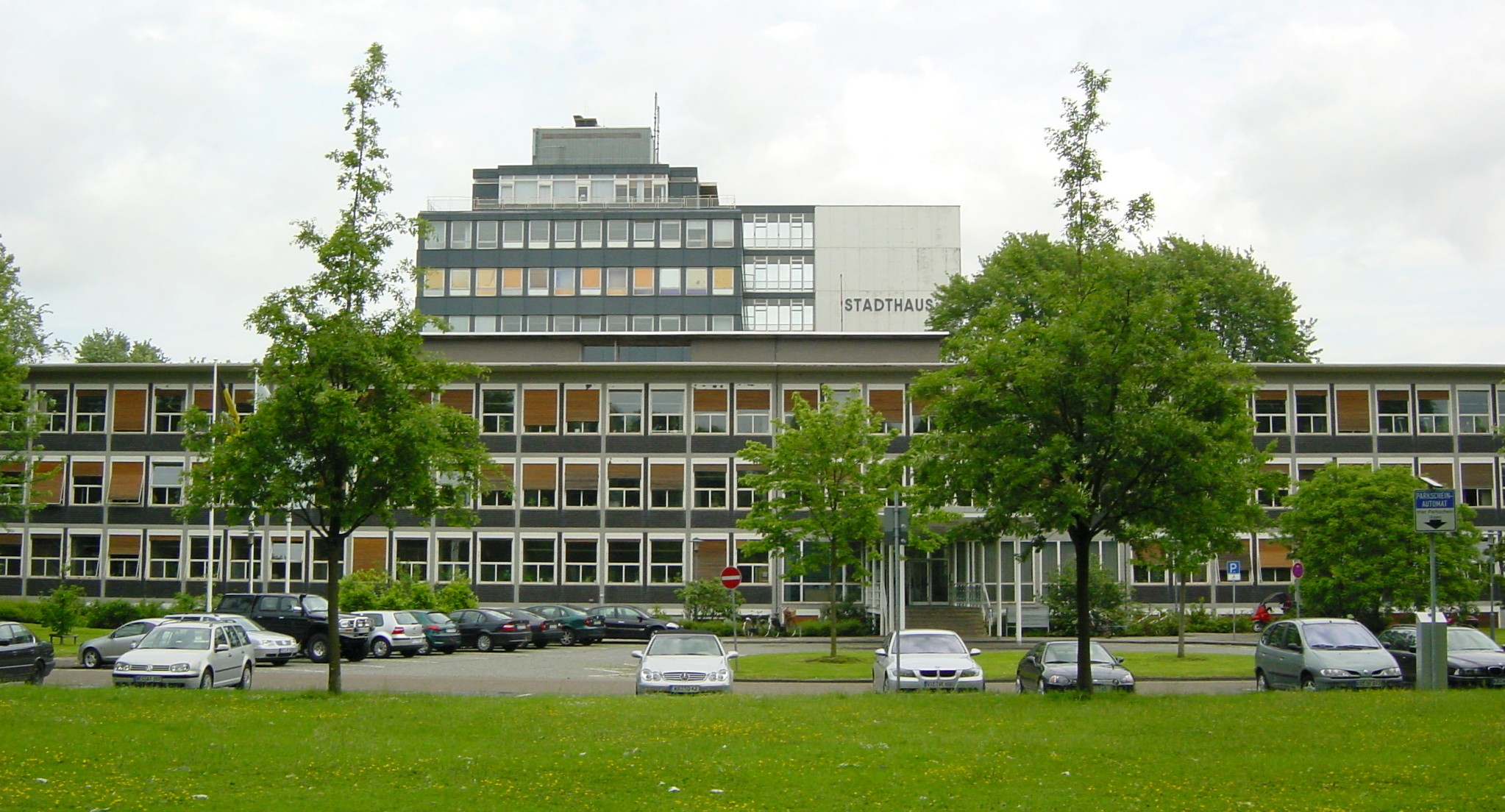
Het Stadthaus van Krefeld
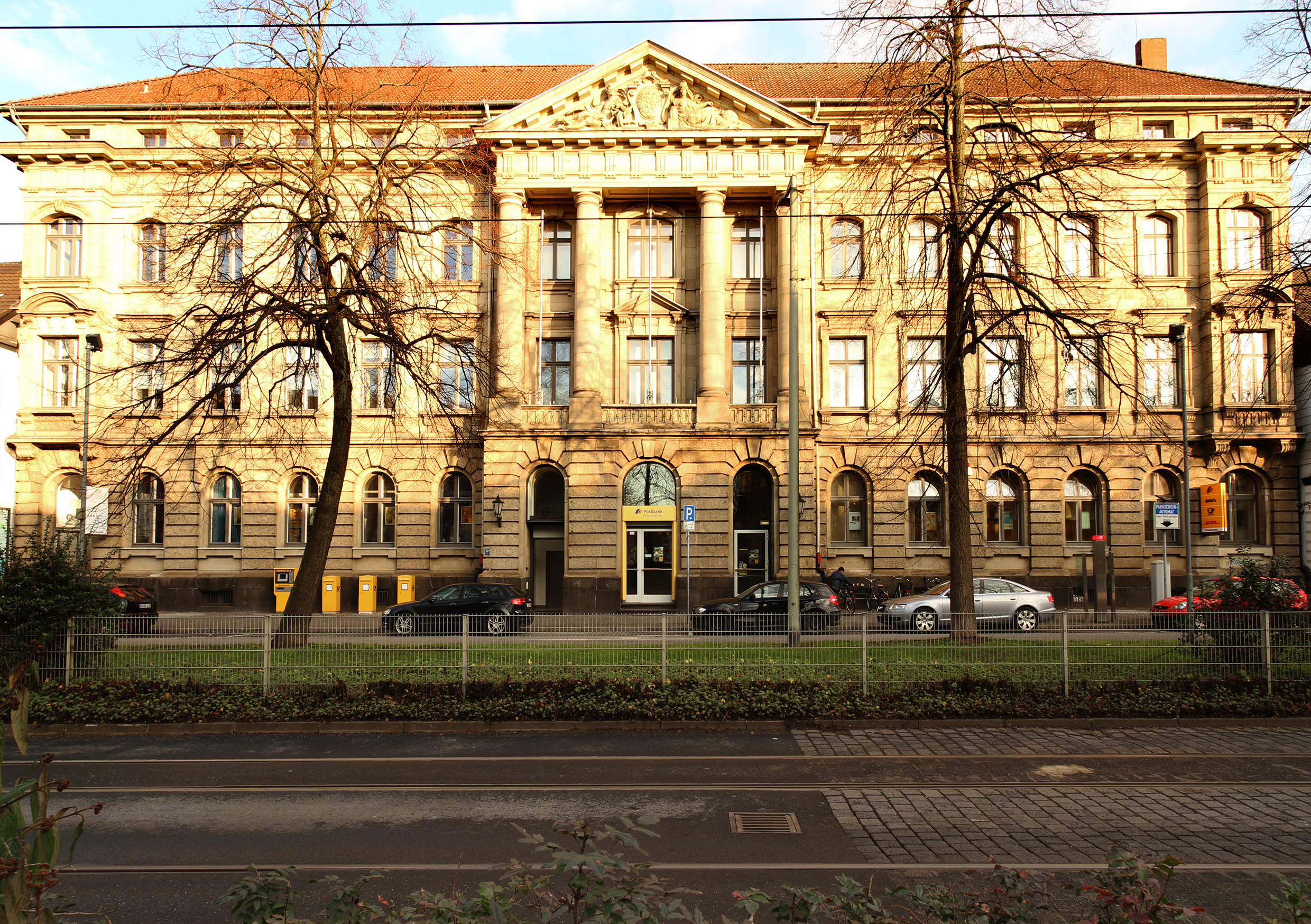
Hoofdpostkantoor